# Leucargyra puralis
Leucargyra puralis là một loài bướm đêm trong họ Crambidae.